# Anmi
Anmi（アンミ）は、韓国のイラストレーター・漫画家。ソウル出身。女性。

## 概要
小学生の頃にアニメ『セーラームーン』を観て絵を描くことに興味を持つが、両親の反対もあり、大学は教育学を専攻として、絵は独学で学んだ。
在学中に小説『アキハバラヴァンパイアナイト』等のイラストを担当。
留学で一年間の来日中に、アンバーフィルムワークスのプロデューサーからアニメ『ファンタジスタドール』のキャラクターデザイン原案の依頼を受け
、
以降は同作品のスピンオフコミックを担当するなど、本格的に日本で活動をするようになった。
2014年から2016年にかけては、アニメ『放課後のプレアデス』のコミカライズ『放課後のプレアデス Prism Palette』を手がけた。また、サークル「メガネ少女」で同人活動も行っている。2015年時点では韓国在住。2019年8月9日から8月28日にかけては、東京都渋谷区神宮前のpixiv WAEN GALLERYで、初個展「SUPERBLOOM」が開催された。
画集『CRYSTAL CLEAR Anmi作品集』のインタビュアーによれば、日本語は堪能だという。
自身の作品に関し、「キャラクターと世界観が混ざり合って生まれる『強いイメージ』に重きを置いている」「見た瞬間に頭のなかがそのイメージで満たされて、記憶に強く刻まれるようなインパクトのある作品を目指している」という。
また、特に影響を受けたイラストレーターに、panamaman、大槍葦人、七瀬葵、黒星紅白、Tiv、島田フミカネ等を挙げている。
『ファンタジスタドール』での起用について、クリエイティブプロデューサーの谷口悟朗はアンバーフィルムワークスの池口和彦プロデューサーから紹介され、「とても線が新鮮で面白い」と起用することにした。また、谷口は「パーツの捉え方などが既存のアニメーションとは違ったところがあったりするのが面白く、まだ新人さんなので絵が完成しすぎてないのがいい」、TOHO animationプロデューサーの岡村和佳菜は「絵がすごくよくて、女性らしく印象的」「服のデザイン一つにしても、女の子から見ても可愛いと思えるデザイン」と評している。
色や塗りのこだわりとしては、パレットの色を先に決めておくことを第一に挙げている。実写のような塗りとは違い、おおよそ3色のメインカラーを使用し、パーツごとに色をわけて形がわかりやすいようにする。ピンクやスカイブルーなどのパステルカラーを使うことが多い。描線は主に黒か茶で引くが、光が当たる箇所は線を薄くさせる。また、境界線のコントラストを目立たせて透明感を出す、といった技法を使用しているという。
2016年ごろから肉感的な女性のイラストも手掛けるようになり、成人向け漫画雑誌『COMIC快楽天BEAST』の表紙イラストなども担当した。「綺麗とエロいが同居した女の子」という新たな分野に挑戦したかったから、という。一部のファンがショックを受けたことに自分もショックを受けたが、それでもファンがどこまで許容してくれるのか手探りしつつ、一度きりの人生であるから、色々な絵を描いてみたいと発言している。2020年に発行した画集を一つの区切りとして、女性キャラのイラストもより研鑽しつつ、メカや男性キャラといった、これまであまり描いたことがないジャンルにも挑戦していきたい、としている。

## 主な作品

### 画集
- Anmi『CRYSTAL CLEAR Anmi作品集』一迅社、2020年。ISBN 978-4758016612。

### アニメ
- ファンタジスタドール - キャラクターデザイン原案・カードデザイン（2013年）

### 漫画
- ファンタジスタドールMix（原作：ファンタジスタドールプロジェクト／FD製作委員会、協力：遠野明里、角川書店『ニュータイプエース』2013年Vol. 19 - Vol. 23、『コンプティーク』2013年9月号 - 11月号、全1巻）
- 放課後のプレアデス Prism Palette（原作：ガイナックス、構成協力：ばう、一迅社『月刊ComicREX』2014年12月号 - 2016年5月号、全2巻）

### 小説の表紙・挿絵
- アキハバラヴァンパイアナイト（著：七位連一、 MF文庫J、全2巻、2011年）
- 期間限定いもうと。（著：長岡マキ子、富士見ファンタジア文庫、全2巻、2012年）
- クズが聖剣拾った結果（著：くさかべかさく、電撃文庫、全4巻、2014年 - 2015年）

### 技法書
- 『イラスト上達マガジン touch vol.9』晋遊舎、2012年、16-19頁。
- 株式会社Playce『キャラクターデザインの教科書　メイキングで学ぶ魅力的な人物イラストの描き方』エムディエヌコーポレーション、2015年。ISBN 978-4844365563。 - 第5章を担当
- Anmi『Let's Make ★ Character CGイラストテクニック　vol.9：Anmi』ビー・エヌ・エヌ新社、2016年。ISBN 978-4802510073。

### アニメ関連イラスト
- 桜Trick - 第9話エンドカード（2014年）
- 放課後のプレアデス - アイキャッチ全12話（2015年）

### ゲーム関連イラスト
- 拡散性ミリオンアーサー - 一部のイラストを担当
- ファンタジスタドール・ガールズロワイヤル - キャラクター原案、一部のイラストを担当
- Fate/Grand Order - 一部のイラストを担当
- ドールズフロントライン - スオミ KP/-31、RFB、K2のイラストを担当
- アークナイツ - エイヤフィヤトラのイラストを担当

### その他
- 『朗読少女　公式画集』LMD、2010年。 - イラストを寄稿
- Febri - 第18号（2013年9月号）表紙及び特集記事、第29号（2015年7月号）表紙
- 絵師100人展 - （2014年 - 2016年）
- 温泉むすめ - 嬉野六香（キャラクター原案）